# Plectris maculata
Plectris maculata är en skalbaggsart som beskrevs av Moser 1919. Plectris maculata ingår i släktet Plectris och familjen Melolonthidae. Inga underarter finns listade i Catalogue of Life.